# Podravlje
Podravlje est une localité de Croatie située dans la municipalité de Osijek, comitat d'Osijek-Baranja. Au recensement de 2001, elle comptait 358 habitants.